# Železniční trať Peqin–Elbasan

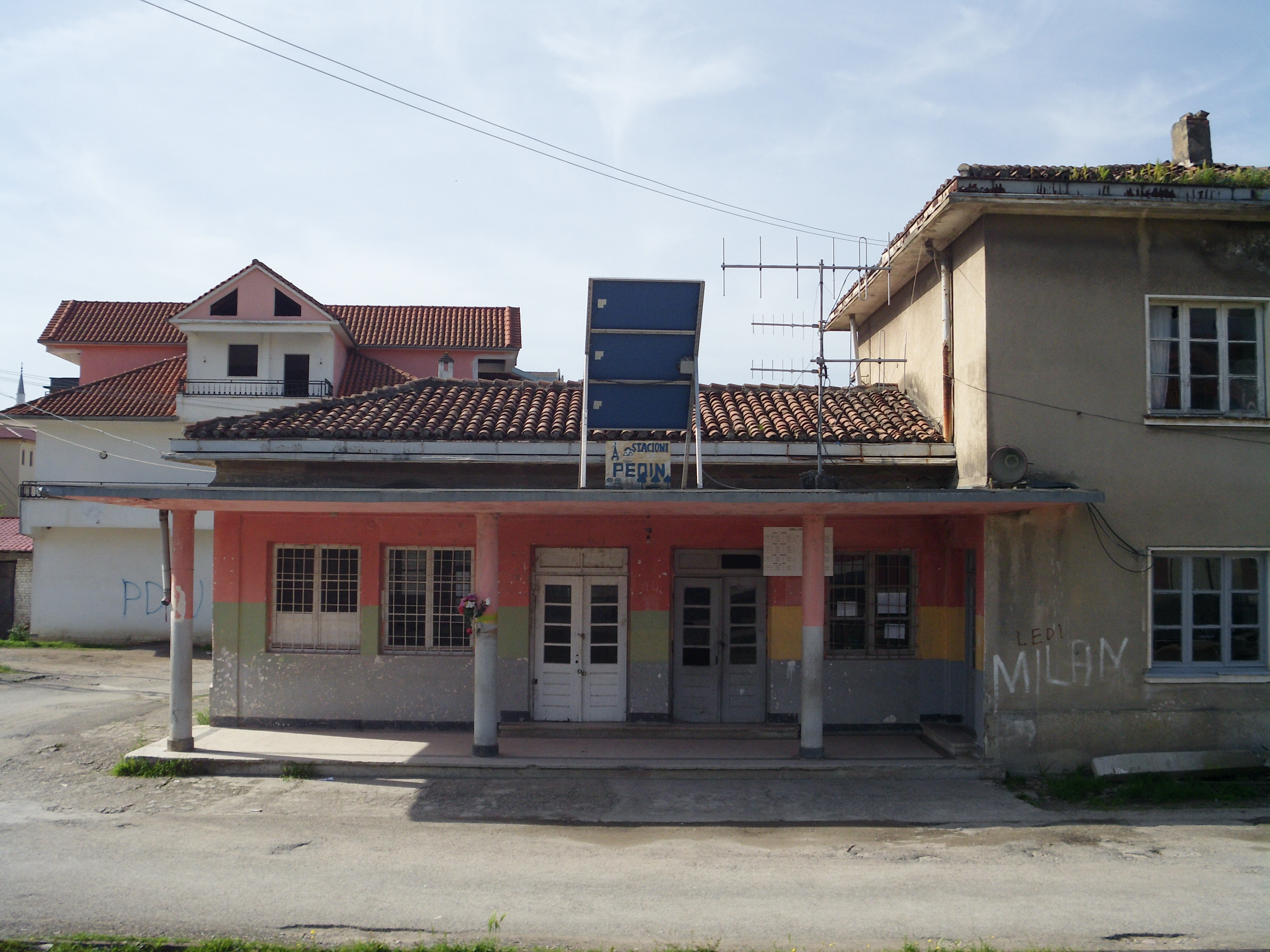
Nádraží v Peqinu.

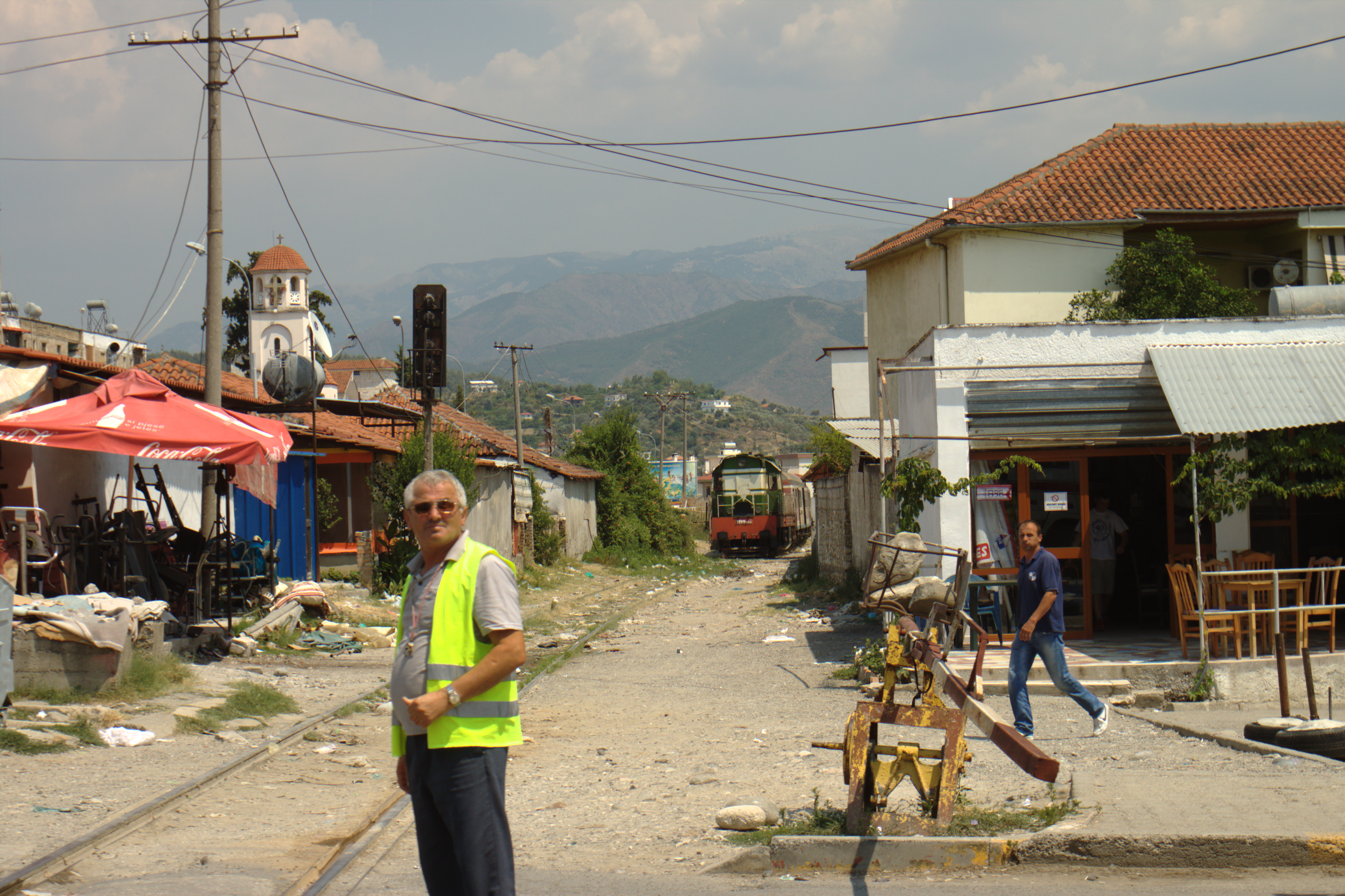
Vlak u železničního přejezdu v Elbasanu.

Železniční trať Peqin–Elbasan (albánsky hekurudha Peqin–Elbasan) se nachází ve střední Albánii. Je součástí širšího železničního tahu, který spojuje město Pogradec u Ochridského jezera na východě země s přístavem Drač. Trať je dlouhá 33 km a je jednokolejná, neelektrizovaná.

## Historie
Ve srovnání s tratí Drač–Peqin, která byla budována o tři roky dříve, neměla Albánie již během výstavby trati do Elbasanu k dispozici jugoslávskou pomoc, a to jak v podobě peněz, nebo odborníků. Trať byla navíc vedena náročnějším terénem. Probíhá sice v údolí řeky Shkumbin a nikoliv horskými hřebeny, i na ní však musely být vyraženy hned 4 tunely, z nichž nejdelší měří 727 metrů. Řeku Shkumbin překonává 7 mostů, z nichž nejdelší měří 190 metrů.[zdroj?]
Trať, která vznikala v souladu s prvním pětiletým plánem[zdroj?], měla zajistit především lepší obsluhu budovaných továren v Cerriku a Elbasanu. Na výstavbě jednotlivých tunelů se podíleli především vězni, pro které byl v blízkosti obce Bishqem zřízen pracovní tábor. V otřesných podmínkách s minimálním vybavením jich na trati pracovalo 700. 
Trať byla otevřena dne 21. prosince 1950 na narozeniny Josifa Stalina. Ze stanice Paper byla později vybudována odbočka do ropné rafinerie v Cerriku. 

## Stanice
- Peqin
- Bishqem
- Paper
- Vidhas
- Elbasan